# 西島麦南
西島 麦南（にしじま ばくなん、1895年1月10日 - 1981年10月11日）は、熊本県出身の俳人、校正者。本名・西島九州男（にしじま くすお）。

## 生涯
熊本県鹿本郡植木町（現・熊本市北区植木町）生まれ。済々黌卒業。1915年、雑誌「雲母」の前身「キラヽ」に参加。1916年、上京し、出版社の警眼社に入社。1918年、武者小路実篤の「新しき村」に参加し、3年ほど農耕に従事。1922年12月、上京し、大鐙閣などを経て、1924年、岩波書店に入社する。戦後は校正課の初代課長を務め、55歳の停年後も特別嘱託として勤務し、1970年に75歳で退職するまで校正実務を担当し、「校正の神様」とたたえられた。
俳句は飯田蛇笏に師事。俳壇的成功には無欲で、自ら「生涯山廬門弟子」と称し、蛇笏の没後も飯田龍太を助け「雲母」一筋の俳人として活動。蛇笏の好みを受け継ぎ格の高い句を作った。
1965年第4回文化人間賞（東京作家クラブ主催）受賞。句集に『金剛纂』『人音』『西島麦南全句集』がある。

## 著書
- 『金剛纂』（三省堂、1940年）
- 『人音』（甲鳥書林、1941年）
- 『校正技術』（日本エディタースクール、1972年、監修）
- 『校正夜話』（日本エディタースクール、1982年）
- 『西島麦南全句集』（西島麦南全句集刊行会、1983年）